# Candy Boy
Candy Boy, (キャンディ ボーイ, Kyandi Bōi) es una serie tipo ONA con episodios de una duración de siete minutos. La serie, con notaciones de comedia; está producida por la Compañía Internacional de Anime (AIC), y dirigida por Takafumi Hoshikawa.
Después del episodio piloto la serie cuenta con 7 episodios editados en un DVD con historias centradas en un tiempo anterior a la serie.
Anunciada como una comedia romántica de escuela, la historia enfoca la relación entre Kanade y Yukino Sakurai, hermanas mellizas.

## Argumento
Esta ONA cuenta la historia de 2 hermanas mellizas, Yukino (la mayor) y Kanade, que tienen personalidades opuestas. Mientras que la primera es dulce, infantil y expresiva, la otra es de carácter fuerte, un tanto madura y no demuestra lo que siente, pero a pesar de esto su unión como hermanas ha sido tan fuerte que ese cariño se ha convertido en algo más.
Además estas mellizas comparten la misma habitación en un dormitorio estudiantil y asisten al 2º año en el Colegio Destiny. A pesar de que son muy distintas en sus personalidades, desde que nacieron se han llevado muy bien... pero un día Kanade se entera de que su hermana es seguida por una estudiante de 1.er año, Sakuya (una maníaca de Kanade), ésta se da cuenta de que la relación entre ellas se distancia (pues se pone celosa). Se muestra más su relación con su hermana Yukino, y luego Yukino le pide a Kanade que no la abandone, pues es lo más importante para ella.

## Personajes
- Kanade Sakurai "Kana-chan" (櫻井 奏, Sakurai Kanade) Seiyu: Hitomi Nabatame. Es la menor de las mellizas, aunque generalmente es la más madura. Ella les tiene un gran cariño a sus hermanas, Shizuku y Yukino. Cuando Yuki hace o dice alguna tontería, tiende a halar sus mejillas para castigarla. Le encanta la golosina BANA-BANA MORO y su meta es entrar a la universidad de Artes.

- Yukino Sakurai "Yuki-chan" (櫻井 雪乃, Sakurai Yukino) Seiyu: Ryōka Yuzuki. Es la mayor de las mellizas. Le gustan tanto los dulces que suele quitárselos a Kanade o los negocia con Sakuya a cambio de fotos de Kanade. Le encanta dormir junto a Kanade y prefiere no usar calcetines para que su hermana le caliente los pies.

- Sakuya Kamiyama (神山 咲夜, Kamiyama Sakuya) Seiyu: Emiri Katō. Una estudiante de primer año que roba objetos personales de Kanade para su colección e incluso negocia fotos de ésta con Yukino a cambio de dulces. Su padre es dueño de una constructora popular que está a cargo de la construcción de un nuevo dormitorio para estudiantes de la escuela.

- Shizuku Sakurai "Shi-chan"  (櫻井　雫, Sakurai Shizuku) Seiyu: Yū Kobayashi. Es la hermana menor de Kanade y Yukino, apodada también Shi-chan. Ella aún asiste a la escuela primaria, aunque no le gusta cuando hace mucho frío. Se siente distanciada de sus hermanas pues ellas viven en un apartamento en Tokio mientras Shizuku aún vive con sus padres.

## Media

### Anime
El 5 de diciembre de 2007, Candy Boy fue lanzado en DVD junto con la edición limitada del sencillo del CD del artista coreano Meilin 's Candy Boy. Este es el primer lanzamiento de un proyecto llamado Anime 2.0, en el cual un sencillo se vende acompañado por un OVA .
Lista de episodios
| N.º     | Título(S)                            | Estreno Original         |
| Prólogo | "Candy☆Boy - Side Story for Archive" | 22 de noviembre de 2007  |
| 1       | "The Two's Distance"                 | 2 de mayo de 2008        |
| 2       | "Can I have this, plea...se?"        | 21 de junio de 2008      |
| EX01    | "Forecast of the Future"             | 13 de agosto de 2008     |
| 3       | "Crossing Barriers"                  | 26 de septiembre de 2008 |
| 4       | "It's Hepatica, right..."            | 7 de noviembre de 2008   |
| 5       | "Aaaaaaah...mmm!"                    | 29 de diciembre de 2008  |
| 6       | "What Lies Beyond"                   | 13 de marzo de 2009      |
| 7       | "Cherry Blossoms have Bloomed?"      | 8 de mayo de 2009        |
| EX02    | "Theory of Happiness Sharing"        | 24 de junio de 2009      |
| ------- | ------------------------------------ | ------------------------ |

### Música
1. "Candy☆Boy" — Meilin (ONA)
2. "Koi no Katachi" — Kana (Episodios 1–3)
3. "Bring up LOVE" — Nayuta (Episodios 4–6)